# Marian Garczyński
Marian Zbigniew Włodzimierz Garczyński vel Stefan Herman vel Zbigniew Karolczak ps. Skała, Topór (ur. 7 listopada 1918 w Krakowie, zm. 13 listopada 1943 w Brześciu nad Bugiem) – porucznik artylerii Wojska Polskiego, cichociemny.

## Życiorys
Był synem Władysława, oficera Wojska Polskiego, i Bronisławy z domu Muchy. W latach 1934–1935 uczył się w Szkole Podchorążych Rezerwy Artylerii, a w latach 1935–1937 – w Szkole Podchorążych Artylerii, gdzie 1 października 1937 roku został mianowany podporucznikiem. Od 1937 roku służył w 1 pułku artylerii motorowej, następnie w 16 dywizjonie artylerii motorowej
We wrześniu 1939 roku walczył w 1 baterii 16 dywizjonu artylerii motorowej 10 Brygady Kawalerii Zmotoryzowanej. Został odznaczony Krzyżem Walecznych. 19 września przekroczył granicę polsko-węgierską. W październiku 1939 roku znalazł się we Francji, gdzie do czerwca 1940 roku służył w I dywizjonie 1 pułku artylerii motorowej 10 Brygady Kawalerii Pancernej. Następnie przebywał w Wielkiej Brytanii, gdzie służył kolejno w 10 dywizjonie artylerii motorowej, 10 pułku artylerii lekkiej i 1 pułku artylerii motorowej. Po przeszkoleniu ze specjalnością w dywersji został zaprzysiężony 16 stycznia 1943 roku i przeniesiony do Oddziału VI Sztabu Naczelnego Wodza.
Został zrzucony w Polsce w nocy z 20 na 21 lutego 1943 roku w ramach operacji lotniczej o kryptonimie Rivet i został odebrany przez placówkę „Okoń”, znajdującą się 11 km od Koniecpola. Dostał przydział do Kedywu Okręgu Białystok AK jako instruktor dywersji.
Zmarł na skutek komplikacji pogrypowych w Brześciu nad Bugiem i został tam pochowany.

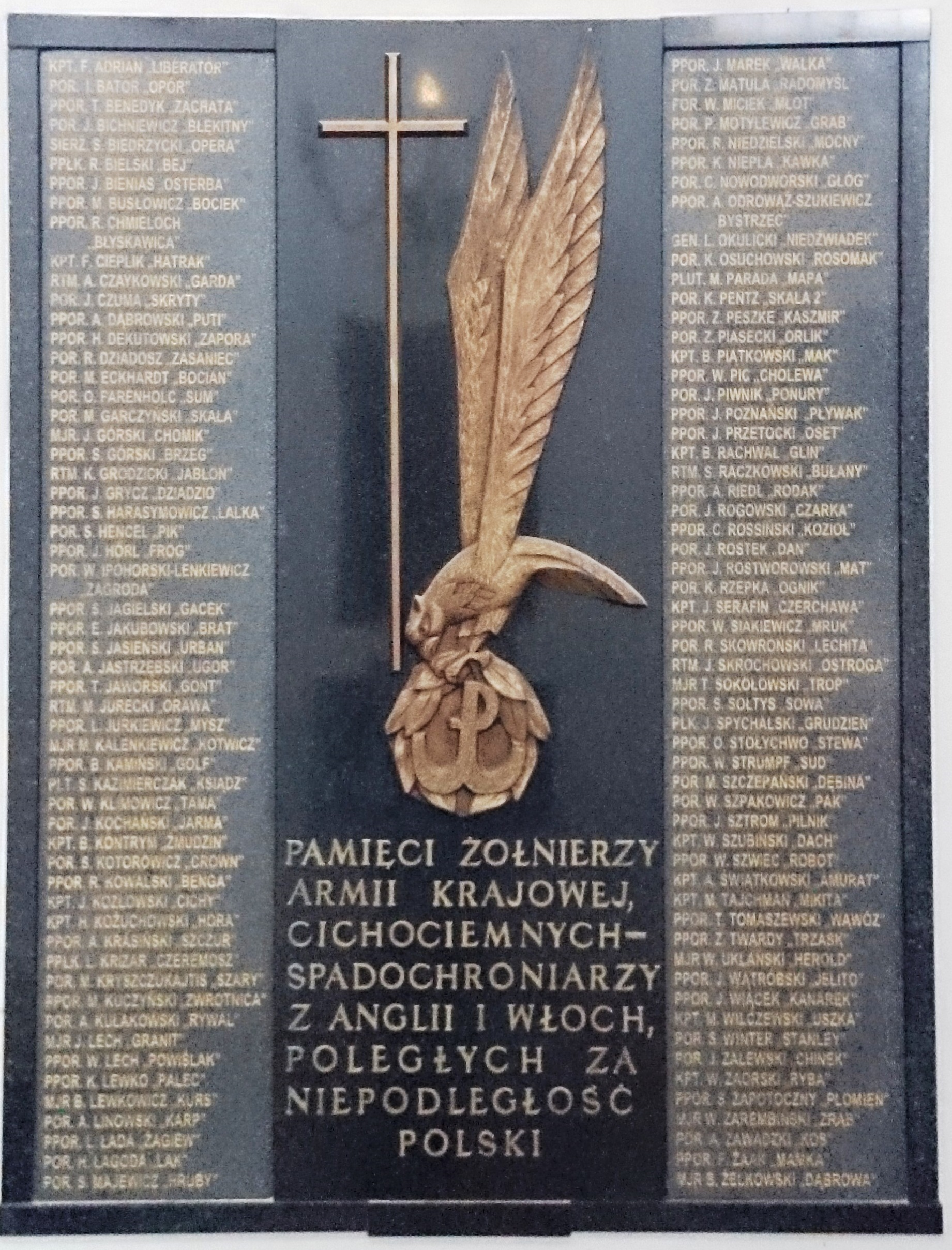
Tablica w kościele św. Jacka w Warszawie, upamiętniająca poległych cichociemnych, w tym Mariana Garczyńskiego

## Odznaczenia
- Krzyż Srebrny Orderu Virtuti Militari – pośmiertnie.
- Krzyż Walecznych.

## Upamiętnienie
W lewej nawie kościoła św. Jacka przy ul. Freta w Warszawie odsłonięto w 1980 roku tablicę Pamięci żołnierzy Armii Krajowej, cichociemnych – spadochroniarzy z Anglii i Włoch, poległych za niepodległość Polski. Wśród wymienionych 110 poległych cichociemnych jest Marian Garczyński.
W Wojciechowie Lubelskim Mariana Garczyńskiego za swojego patrona przyjęła 1. Wojciechowska Drużyna Harcerska „Wieża” (powstała w 2015 roku) z Harcerskiej Organizacji Wychowawczo-Patriotycznej „Cichociemni”.